# Международная премия по биологии
Междунаро́дная пре́мия по биоло́гии (англ. International Prize for Biology) — престижная ежегодная премия за выдающиеся достижения в области наук о жизни, ежегодно вручаемая с 1985 года от имени императора Японии.
Отбор кандидатов и награждение проводится Японским обществом содействия науке. Лауреат получает денежную премию в размере 10 миллионов иен и организуемый в его области исследований международный симпозиум.

## Лауреаты
- 1985: Эдред Джон Генри Корнер — таксономия и систематика
- 1986: Ревин, Питер — таксономия и систематика
- 1987: Гёрдон, Джон — биология развития
- 1988: Кимура, Мотоо — популяционная биология
- 1989: Eric James Denton[англ.] — морская биология
- 1990: Masakazu Konishi[англ.] — биология поведения
- 1991: Хэтч, Маршалл — функциональная ботаника
- 1992: Шмидт-Нильсен, Кнут — сравнительная физиология и биохимия
- 1993: Уилсон, Эдвард Осборн — экология
- 1994: Майр, Эрнст — таксономия и систематика
- 1995: Иэн Р. Гиббонс — клеточная биология
- 1996: Рюдзо Янагимати — биология воспроизведения
- 1997: Эллиот Мейровиц — ботаника
- 1998: Otto Thomas Solbrig[англ.] — биология биоразнообразия
- 1999: Setsuro Ebashi[англ.] — физиология животных
- 2000: Бензер, Сеймур — биология развития
- 2001: Harry B. Whittington[англ.] — палеонтология
- 2002: Нэи, Масатоси — эволюционная биология
- 2003: Shinya Inoué[англ.] — клеточная биология
- 2004: Кавалир-Смит, Томас — систематика и таксономия
- 2005: Nam-Hai Chua[англ.] — структурная биология микроструктур, морфология и морфогенез
- 2006: Serge Daan[англ.] — хронобиология
- 2007: Дэвид Хогнесс — генетика
- 2008: Дэвид Тилман — экология
- 2009: Winslow Briggs[англ.] — ботаника
- 2010: Nancy A. Moran[англ.] — биология симбиоза
- 2011: Eric H. Davidson[англ.] — биология развития
- 2012: Joseph Altman[англ.] — нейробиология
- 2013: Джозеф Фельзенштейн — эволюционная биология
- 2014: Крэйн, Питер[англ.] — таксономия и систематика
- 2015: Ёсинори Осуми — клеточная биология
- 2016: Стивен Хаббелл — биология биоразнообразия
- 2017: Рита Колвелл — морская биология
- 2018: Эндрю Нолл — палеонтология
- 2019: Naomi Pierce[англ.]
- 2020: Shinozaki Kazuo[яп.]
- 2021: Тим Уайт
- 2022: Цукамото, Кацуми
- 2023: Richard M. Durbin[англ.]
- 2024: Angelika Brandt[англ.]
- 2025: ранее объявлялся 1 сентября